# The Soft Boys
The Soft Boys – angielski zespół rockowy.
Zespół został założony przez Robyna Hitchcocka pod nazwą „Dennis and the Experts”, która w 1976 roku została zmieniona na „The Soft Boys”.

## Historia
Zespół zadebiutował w roku 1977 singlem Give It to The Soft Boys wydanym nakładem wytwórni Rough Records. Wkrótce po tym gitarzysta Alan Davies został zastąpiony przez Kimberley'a Rewa. Dwa lata później zespół wydał swój pierwszy album zatytułowany A Can of Bees za pomocą własnej wytwórni Two Crabs. Po wydaniu albumu zespół opuścił basista Andy Metcalfe, a na jego miejsce zastąpił Matthew Seligman. W 1980 roku ukazał się album Underwater Moonlight nakładem wytwórni Armageddon który jest uważany za największe osiągnięcie grupy.
W 1981 roku zespół rozpadł się, a Hitchcock rozpoczął karierę solową. Później zespół się reaktywował i ponownie rozpadł w 2003 roku.

## Skład
- Robyn Hitchcock – śpiew, gitara
- Alan Davies – gitara
- Kimberley Rew – gitara
- Andy Metcalfe – gitara basowa
- Matthew Seligman – gitara basowa
- Morrin Windsof znany jako Otis Fagg – perkusja

## Dyskografia
- Give It to The Soft Boys (EP, 1977)
- A Can of Bees (1979)
- Underwater Moonlight (1980)
- Near The Soft Boys (1980)
- Two Halves for the Price of One (1981)
- Invisible Hits (1983)
- Live at the Portland Arms (1983)
- Wading Through a Ventilator (1984)
- Raw Cuts (1989)
- 1976-81 (1993)
- Underwater Moonlight... And How It Got There (2001)
- Nextdoorland (2002)
- Side Three (2002)